# ジョン・デヴィッド・ワシントン
ジョン・デヴィッド・ワシントン（John David Washington, 1984年7月28日 - ）は、アメリカ合衆国の俳優、元アメリカンフットボール選手。俳優デンゼル・ワシントンの長男。名前の「デヴィッド」はミドルネームではなく、「ジョン・デヴィッド」がファーストネーム。

## 来歴
ロサンゼルス出身。モアハウス大学にフットボールの特待生として学費全額免除で通った後、NFLのセントルイス・ラムズ（現・ロサンゼルス・ラムズ）とプラクティススクワッドとして契約。プロアメリカンフットボール選手として活躍。その後、ライン・ファイヤー、サクラメント・マウンテンライオンズと渡り歩き、2012年までプレーした。

### 俳優として
9歳の時に、父デンゼル主演のスパイク・リー監督の映画『マルコムX』に端役で出演する。アメリカンフットボール選手を引退後、本格的に俳優業を始め、2015年からアメリカンフットボールを題材にしたテレビドラマ『ballers/ボーラーズ』に出演する。2018年の映画『ブラック・クランズマン』で主人公ロン・ストールワース刑事を演じて注目され、ゴールデングローブ賞 主演男優賞 (ドラマ部門)にノミネートされる。2020年のクリストファー・ノーラン監督作品『TENET テネット』で主演。

## 人物
高所恐怖症であると述べている。

## フィルモグラフィ
※役名の太字表記は主演。

### 映画

#### 劇場公開映画
| 年   | 題名                                         | 役名                        | 備考                     | 吹替 |
| ---- | -------------------------------------------- | --------------------------- | ------------------------ | ---- |
| 1992 | マルコムX Malcolm X                          | Student in Harlem classroom |                          | 不明 |
| 1995 | 青いドレスの女 Devil in a Blue Dress         | Boy with Toy Rifle          | クレジットなし           | 不明 |
| 2017 | 愛・ビート・ライム Love Beats Rhymes         | ミハエル                    | 別題『愛はラップに勝る』 | 不明 |
| 2018 | Monsters and Men                             | Dennis Williams             |                          | N/A  |
| 2019 | ブラック・クランズマン BlacKkKlansman        | ロン・ストールワース刑事    | 松田健一郎               |      |
| 2019 | さらば愛しきアウトロー The Old Man & the Gun | ケリー警部補                | （吹替版なし）           |      |
| 2020 | TENET テネット Tenet                         | 名もなき男                  | 田村真                   |      |
| 2022 | アムステルダム Amsterdam                     | ハロルド・ウッドマン        | 田村真                   |      |
| 2023 | ザ・クリエイター/創造者 The Creator          | ジョシュア・テイラー        | 田村真                   |      |

#### WEB配信映画
| 年   | 題名                              | 役名                         | 配信局  | 備考       | 吹替           |
| ---- | --------------------------------- | ---------------------------- | ------- | ---------- | -------------- |
| 2021 | マルコム&マリー Malcolm & Marie   | マルコム                     | Netflix | 兼製作     | 田村真         |
| 2021 | モンスター: その瞳の奥に Monster  | リチャード・エヴァンス       | Netflix |            | （吹替版なし） |
| 2021 | ベケット Beckett                  | ベケット                     | Netflix | 小松史法   |                |
| 2024 | ピアノ・レッスン The Piano Lesson | ボーイ・ウィリー・チャールズ | Netflix | 櫻井トオル |                |

### テレビシリーズ

#### テレビドラマ
| 年        | 題名                        | 役名                 | 備考       | 吹替           |
| --------- | --------------------------- | -------------------- | ---------- | -------------- |
| 2015-2019 | ballers/ボーラーズ Ballers  | リッキー・ジャレット | 計47話出演 | （吹替版なし） |
| 2017      | Seven Bucks Digital Studios | リッキー・ジャレット | 計2話出演  | N/A            |

## 日本語吹き替え
『TENET テネット』以降、田村真が主に担当している。
このほかにも、松田健一郎、小松史法、櫻井トオルなども声を当てている。